# 그리스교
헬레니스모스, 도데카테온교 (Δωδεκαθεϊσμός), 올림포스교로도 알려진 그리스 민족 종교 (Ἑλληνικὴ εθνική θρησκεία), 그리스교(그리스어: Ἑλληνισμός)는 1990년대 이후 공개적으로 생긴, 고대 그리스 종교 의식을 회복하려는 다양한 종교 운동을 의미한다.

## 같이 보기
- 엘리나이스
- 그리스 신화
- 그리스주의 종교
- 현대 그리스 속 종교
- 유럽 민족 종교 의회
- 올림포스 12신
- 이탈리아-로마 신이교

## 참고 도서
- Panopoulos, Christos (2014). 《Hellenic Polytheism - Household Worship》. CreateSpace. ISBN 978-1503121881.
- Addey, Tim (2000). 《The Seven Myths of the Soul》. Prometheus Trust. ISBN 978-1-898910-37-4.
- Addey, Tim (2003). 《The Unfolding Wings: The Way of Perfection in the Platonic Tradition》. Prometheus Trust. ISBN 978-1-898910-41-1.
- Mikalson, Jon D (2004). 《Ancient Greek Religion (Blackwell Ancient Religions)》. Wiley-Blackwell. ISBN 978-0-631-23223-0.
- Stone, Tom (2008). 《Zeus: A Journey Through Greece in the Footsteps of a God》. Bloomsbury USA. ISBN 978-1-58234-518-5.